# Lekkoatletyka na Letnich Igrzyskach Olimpijskich 1992 – sztafeta 4 × 100 m mężczyzn
Sztafetę 4 × 100 metrów mężczyzn podczas XXV Letnich Igrzysk Olimpijskich w Barcelonie rozegrano 7 (eliminacje i półfinały) i 8 sierpnia 1992 (finał) na Estadi Olímpic de Montjuïc. Zwycięzcą została sztafeta Stanów Zjednoczonych, która biegła w składzie: Michael Marsh, Leroy Burrell, Dennis Mitchell i Carl Lewis. W finale ustanowiła rekord świata z czasem 37,40 s.

## Rekordy
|                   | Reprezentacja     | Zawodnicy                                               | Czas  | Data                  | Miejsce     |
| ----------------- | ----------------- | ------------------------------------------------------- | ----- | --------------------- | ----------- |
| Rekord świata     | Stany Zjednoczone | Andre Cason, Leroy Burrell, Dennis Mitchell, Carl Lewis | 37,50 | 1 września 1991(dts)  | Tokio       |
| Rekord olimpijski | Stany Zjednoczone | Sam Graddy, Ron Brown, Calvin Smith, Carl Lewis         | 37,83 | 11 sierpnia 1984(dts) | Los Angeles |

## Wyniki
| Poz. - pozycja |
| – rekord świata \| – rekord krajowy \| – rekord życiowy \| = – wyrównany rekord życiowy \| · – najlepszy wynik w sezonie \| = – wyrównany najlepszy wynik w sezonie \| – rekord olimpijski |
| Fn – falstart \| DNF – nie ukończyła \| DNS – nie wystartowała \| DSQ – zdyskwalifikowana                                                                                                  |

### Eliminacje
25 sztafet przystąpiło do biegów eliminacyjnych. Rozegrano cztery biegi. Do półfinałów awansowały po trzy najlepsze sztafety w każdym biegu (Q) oraz cztery z najlepszymi czasami spośród pozostałych (q).

#### Bieg 1
| Poz. | Państwo                  | Zawodnicy                                                            | Rezultat | Uwagi |
| ---- | ------------------------ | -------------------------------------------------------------------- | -------- | ----- |
| 1    | Kuba                     | Andrés Simón, Joel Lamela, Joel Isasi, Jorge Aguilera                | 38,81    | Q     |
| 2    | Stany Zjednoczone        | Michael Marsh, Leroy Burrell, Dennis Mitchell, James Jett            | 38,95    | Q     |
| 3    | Japonia                  | Shinji Aoto, Hisatsugu Suzuki, Satoru Inoue, Tatsuo Sugimoto         | 39,16    | Q     |
| 4    | Meksyk                   | Genaro Rojas, Eduardo Nava, Raymundo Escalante, Alejandro Cárdenas   | 39,77    | q     |
| 5    | Togo                     | Kouame Aholou, Boevi Lawson, Franck Amégnigan, Kossi Akoto           | 39,77    | q     |
| 6    | Wybrzeże Kości Słoniowej | Franck Waota, Jean-Olivier Zirignon, Gilles Bogui, Ouattara Lagazane | 40,02    | q     |
| –    | Belize                   | Emery Gill, Elston Shaw, Michael Joseph, John Palacio                | DSQ      |       |

#### Bieg 2
| Poz. | Państwo      | Zawodnicy                                                           | Rezultat | Uwagi |
| ---- | ------------ | ------------------------------------------------------------------- | -------- | ----- |
| 1    | Francja      | Max Morinière, Daniel Sangouma, Gilles Quénéhervé, Bruno Marie-Rose | 39,49    | Q     |
| 2    | WNP          | Pawieł Gałkin, Edwin Iwanow, Andriej Fiedoriw, Witalij Sawin        | 40,07    | Q     |
| 3    | Sierra Leone | Francis Keita, Denton Guy-Williams, Paul Parkinson, Sanusi Turay    | 40,11    | Q     |
| 4    | Senegal      | Charles-Louis Seck, Amadou M’Baye, Seynou Loum, Oumar Loum          | 40,13    |       |
| 5    | Portugalia   | Luís Cunha, Pedro Curvelo, Luís Barroso, Pedro Agostinho            | 40,30    |       |
| –    | Kongo        | Médard Makanga, Michael Dzong, Armand Biniakounou, David Nkoua      | DSQ      |       |

#### Bieg 3
| Poz. | Państwo                              | Zawodnicy                                                              | Rezultat | Uwagi |
| ---- | ------------------------------------ | ---------------------------------------------------------------------- | -------- | ----- |
| 1    | Kanada                               | Ben Johnson, Glenroy Gilbert, Peter Ogilvie, Bruny Surin               | 39,34    | Q     |
| 2    | Wielka Brytania                      | Tony Jarrett, Jason John, Marcus Adam, Linford Christie                | 39,73    | Q     |
| 3    | Austria                              | Christoph Pöstinger, Thomas Renner, Andreas Berger, Franz Ratzenberger | 39,86    | Q     |
| 4    | Ghana                                | John Myles-Mills, Eric Akogyiram, Emmanuel Tuffour, Nelson Boateng     | 40,11    | q     |
| 5    | Wyspy Dziewicze Stanów Zjednoczonych | Derry Pemberton, Neville Hodge, Mitchell Peters, Wyndell Dickinson     | 40,48    |       |
| 6    | Gambia                               | Dawda Jallow, Momodou Sarr, Abdulieh Janneh, Lamin Marikong            | 40,98    |       |

#### Bieg 4
| Poz. | Państwo    | Zawodnicy                                                                   | Rezultat | Uwagi |
| ---- | ---------- | --------------------------------------------------------------------------- | -------- | ----- |
| 1    | Nigeria    | Osmond Ezinwa, Chidi Imoh, Olapade Adeniken, Davidson Ezinwa                | 38,98    | Q     |
| 2    | Hiszpania  | José Javier Arqués, Enrique Talavera, Juan Jesús Trapero, Sergio López      | 39,60    | Q     |
| 3    | Tajlandia  | Kriengkrai Narom, Seaksarn Boonrat, Niti Piyapan, Visut Watanasin           | 39,91    | Q     |
| 4    | San Marino | Nicola Selva, Manlio Molinari, Dominique Canti, Aldo Canti                  | 42,08    |       |
| 5    | Bangladesz | Golam Ambia, Mohamed Mehdi Hasan, Shahanuddin Choudhury, Mohamed Shah Jalal | 42,18    |       |
| –    | Jamajka    | Michael Green, Rudolph Mighty, Anthony Wallace, Ray Stewart                 | DNF      |       |

### Półfinały
Rozegrano dwa biegi. Do finału awansowały po cztery najlepsze sztafety w każdym biegu (Q).

#### Bieg 1
| Poz. | Państwo           | Zawodnicy                                                           | Rezultat | Uwagi |
| ---- | ----------------- | ------------------------------------------------------------------- | -------- | ----- |
| 1    | Stany Zjednoczone | Michael Marsh, Leroy Burrell, Dennis Mitchell, Carl Lewis           | 38,14    | Q     |
| 2    | Kuba              | Andrés Simón, Joel Lamela, Joel Isasi, Jorge Aguilera               | 38,49    | Q     |
| 3    | WNP               | Pawieł Gałkin, Edwin Iwanow, Andriej Fiedoriw, Witalij Sawin        | 38,69    | Q     |
| 4    | Japonia           | Shinji Aoto, Hisatsugu Suzuki, Satoru Inoue, Tatsuo Sugimoto        | 38,81    | Q     |
| 5    | Francja           | Max Morinière, Daniel Sangouma, Gilles Quénéhervé, Bruno Marie-Rose | 39,02    |       |
| 6    | Ghana             | John Myles-Mills, Eric Akogyiram, Emmanuel Tuffour, Nelson Boateng  | 39,28    |       |
| 7    | Sierra Leone      | Francis Keita, Denton Guy-Williams, Paul Parkinson, Sanusi Turay    | 40,46    |       |
| –    | Meksyk            | Genaro Rojas, Eduardo Nava, Raymundo Escalante, Alejandro Cárdenas  | DSQ      |       |

#### Bieg 2
| Poz. | Państwo                  | Zawodnicy                                                              | Rezultat | Uwagi |
| ---- | ------------------------ | ---------------------------------------------------------------------- | -------- | ----- |
| 1    | Nigeria                  | Oluyemi Kayode, Chidi Imoh, Olapade Adeniken, Davidson Ezinwa          | 38,21    | Q     |
| 2    | Wielka Brytania          | Tony Jarrett, John Regis, Marcus Adam, Linford Christie                | 38,64    | Q     |
| 3    | Austria                  | Christoph Pöstinger, Thomas Renner, Andreas Berger, Franz Ratzenberger | 39,34    | Q     |
| 4    | Wybrzeże Kości Słoniowej | Franck Waota, Jean-Olivier Zirignon, Gilles Bogui, Ouattara Lagazane   | 39,46    | Q     |
| 5    | Hiszpania                | José Javier Arqués, Enrique Talavera, Juan Jesús Trapero, Sergio López | 39,62    |       |
| 6    | Tajlandia                | Kriengkrai Narom, Seaksarn Boonrat, Niti Piyapan, Visut Watanasin      | 39,73    |       |
| 7    | Togo                     | Kouame Aholou, Boevi Lawson, Franck Amégnigan, Kossi Akoto             | 39,84    |       |
| –    | Kanada                   | Ben Johnson, Glenroy Gilbert, Atlee Mahorn, Bruny Surin                | DNF      |       |

### Finał
| Poz. | Państwo                  | Zawodnicy                                                              | Rezultat | Uwagi |
| ---- | ------------------------ | ---------------------------------------------------------------------- | -------- | ----- |
| 1    | Stany Zjednoczone        | Michael Marsh, Leroy Burrell, Dennis Mitchell, Carl Lewis              | 37,40    | [ 1 ] |
| 2    | Nigeria                  | Oluyemi Kayode, Chidi Imoh, Olapade Adeniken, Davidson Ezinwa          | 37,98    |       |
| 3    | Kuba                     | Andrés Simón, Joel Lamela, Joel Isasi, Jorge Aguilera                  | 38,00    | [ 3 ] |
| 4    | Wielka Brytania          | Marcus Adam, Tony Jarrett, John Regis, Linford Christie                | 38,08    |       |
| 5    | WNP                      | Pawieł Gałkin, Edwin Iwanow, Andriej Fiedoriw, Witalij Sawin           | 38,17    |       |
| 6    | Japonia                  | Shinji Aoto, Hisatsugu Suzuki, Satoru Inoue, Tatsuo Sugimoto           | 38,77    | [ 4 ] |
| 7    | Austria                  | Christoph Pöstinger, Thomas Renner, Andreas Berger, Franz Ratzenberger | 39,30    |       |
| 8    | Wybrzeże Kości Słoniowej | Franck Waota, Jean-Olivier Zirignon, Gilles Bogui, Ouattara Lagazane   | 39,31    |       |